# LoveGame
"LoveGame" (tạm dịch: "Trò chơi tình ái") là một đĩa đơn của nữ ca sĩ người Mỹ Lady Gaga, trích từ album phòng thu đầu tay của cô, The Fame (2008). Do RedOne sản xuất, bài hát được chọn làm đĩa đơn thứ ba của album tại Bắc Mỹ, châu Âu và là đĩa đơn thứ tư của album ở Úc, New Zealand và Thụy Điển (sau khi đĩa đơn "Eh, Eh (Nothing Else I Can Say)" ra mắt). Đây cũng là đĩa đơn thứ tư nằm trong album phiên bản được phát hành tại Anh Quốc sau khi nữ ca sĩ phát hành đĩa đơn "Paparazzi" tại nước này.
Các nhà phê bình đánh giá cao nhịp điệu của ca khúc và đoạn hook "I wanna take a ride on your disco stick". Gaga đã giải thích rằng từ "cây gậy disco" (gậy có một đầu phát sáng) là một từ ẩn dụ ám chỉ dương vật và nó xuất phát dựa trên cảm hứng từ sự quyến rũ mang hơi hướng tình dục của cô đối với một người là trong hộp đêm. "LoveGame" chủ yếu bàn về tình yêu, tình dục và danh tiếng – là những chủ đề chính của album. Sau khi phát hành, bài hát đã được nhiều nghệ sĩ remix, trong đó phải kể đến phiên bản có sự góp giọng của nam ca sĩ nhạc rock Marilyn Manson. "LoveGame" đã gặt hái được nhiều thành công về thương mại, khi nó lọt vào top 10 trên các bảng xếp hạng đĩa đơn tại Hoa Kỳ, Úc, New Zealand, Canada, Pháp, Đức và nhiều nước thuộc châu Âu khác. Nó trở thành bài hát thứ ba liên tiếp của Gaga xếp hạng quán quân trên bảng xếp hạng Mainstream Top 40 của tạp chí Billboard và đã nhận được chứng nhận 3× Bạch kim từ Hiệp hội Công nghiệp Ghi âm Hoa Kỳ.
Video âm nhạc của bài hát lấy bối cảnh tại Thành phố New York, do Joseph Kahn làm đạo diễn, trong đó có cảnh Lady Gaga mặc một bộ trang phục thời Đức Quốc xã nhảy múa tại một nhà ga tàu điện ngầm và tại một bãi đỗ xe. Thông qua video, Gaga muốn gợi cho người xem về lối sống xa xỉ ở New York, bao gồm sự lộng lẫy, người hâm mộ và thời trang phổ biến nơi đây. Video âm nhạc đã lấy ý tưởng từ MV "Bad" của Michael Jackson, trong đó bối cảnh cũng là một nhà ga tàu điện ngầm. Kể từ khi ra mắt công chúng, video đã bị cấm phát sóng vào những khung giờ PG trên các kênh truyền hình Úc vì có chứa nội dung khiêu dâm. Lady Gaga từng trình diễn trực tiếp ca khúc tại một số chương trình truyền hình và lễ trao giải, bao gồm các tiết mục trên các chương trình Dancing with the Stars và The Ellen DeGeneres Show; lễ trao giải Video của MuchMusic năm 2009; cũng như trong nhiều chuyến lưu diễn của cô, lần biểu diễn gần đây nhất là trong Joanne World Tour (2017–2018). Trong các buổi hòa nhạc trực tiếp, Gaga thường xuất hiện trước mắt khán giả với một "cây gậy disco" đặc trưng cầm trên tay.

## Bối cảnh và phát hành

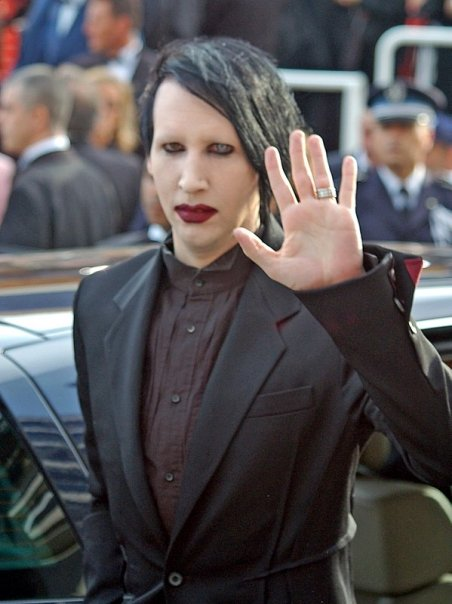
Một bản remix của "LoveGame" có sự góp giọng của nam ca sĩ Marilyn Manson.

Cuối năm 2007, công ty quản lý của Lady Gaga giới thiệu đến nữ ca sĩ nam nhạc sĩ và nhà sản xuất RedOne (cũng là một nghệ sĩ mà công ty cũng quản lý. Đến năm 2008, Gaga di chuyển đến thành phố Los Angeles nhằm hợp tác độc quyền với hãng thu âm của cô trong việc hoàn thiện album đầu tay mang tên The Fame, rồi thành lập một đội ngũ sáng tạo (creative team) của riêng mình có tên là Haus of Gaga. "LoveGame" là một bài hát do Gaga và RedOne viết lời và do RedOne sản xuất. Trả lời tạp chí Rolling Stone, Gaga thổ lộ cô từng đến một hộp đêm thì bắt đầu nảy sinh "tình cảm hơi hướng tình dục" với một người lạ mặt. Cô mạnh dạn đi đến bên người đó và thốt lên câu: "I wanna take a ride on your disco stick". Cho rằng việc sử dụng từ "cây gậy disco" (gậy có một đầu phát sáng) là một phép ẩn dụ hoàn hảo ám chỉ đến dương vật, Gaga đến phòng thu âm vào ngày hôm sau và viết lời cho bài hát trong khoảng chừng bốn phút. Gaga cũng nảy ra ý tưởng sử dụng "một cây gậy trông giống như một công cụ làm kẹo bằng đá khổng lồ" cho các buổi biểu diễn trực tiếp bài hát này.
Trên chương trình đối thoại Rove của Úc, khi đang bình luận đến nội dung khiêu dâm của bài hát, Lady Gaga nói rằng cô không hề cảm thấy hối lỗi gì khi sử dụng phép ẩn dụ "cây gậy disco", sau khi biết tin video âm nhạc của bài hát đã bị cấm trên kênh truyền hình Network Ten của Úc. Cô nói thêm rằng cô không hề muốn phải dùng phép ẩn dụ một cách tế nhị và cô hiểu rõ ca từ bài hát đang nói về vấn đề gì. "Nếu có chuyện gì xảy ra đi chăng nữa, tôi sẽ nghĩ đó là do mọi người nông nổi khó chịu với tôi mà thôi", Gaga nói. Cô tiếp tục cho rằng "nhiều bài hát nhạc pop dành cho giới trẻ" là sỗ sàng hơn các bài hát của nữ ca sĩ với những ca từ gợi dục, nhưng Gaga cũng nghĩ rằng chính cái tầm nhìn của cô và âm nhạc là thứ làm người ta phản ứng. "Âm nhạc nó có mối liên hệ với tầm nhìn người nghệ sĩ, nó có liên quan đến cái cách tôi di chuyển và cái cách tôi liên kết các ca từ lại với nhau. Nếu tôi mà cứ làm cái thể loại nhạc mà mọi người chỉ biết hát 'la la la' thì nghe chán lắm." – Gaga kết luận.
"LoveGame" ra măt công chúng với vai trò là đĩa đơn thứ ba của album được phát hành tại Bắc Mỹ, Châu Âu và là đĩa đơn thứ tư của album ở Úc, New Zealand và Thụy Điển (sau khi đĩa đơn "Eh, Eh (Nothing Else I Can Say)" ra mắt). Tại Hoa Kỳ, bài hát được gửi đến đài phát thanh contemporary hit radio từ ngày 12 tháng 5 năm 2009. Trước đây hãng thu âm từng có dự định phát hành "LoveGame" làm đĩa đơn thứ ba ở Anh Quốc, nhưng sau khi nhận thấy được ca từ và video âm nhạc có thể gây tranh cãi của ca khúc, họ quyết định rút lại ý định và thay vào đó sẽ phát hành "Paparazzi". Sau khi ra mắt, "LoveGame" đã được remix lại nhiều lần, một trong số những bản remix đó có sự góp giọng của nam ca sĩ nhạc rock Marilyn Manson. Nhà phê bình Daniel Kreps từ tạp chí Rolling Stone đã đăng một bài báo kể rằng bản remix ra đời trong hoàn cảnh Gaga đang tham dự một buổi chụp ảnh cho tạp chí vào tháng 5 năm 2009. Marilyn đến nơi và ông đã rất ấn tượng trước buổi chụp ảnh của Gaga và bày tỏ sự mong muốn được hợp tác với nữ ca sĩ. Sau này, Gaga cũng đã góp giọng trong một bản remix của một ca khúc trích từ album phòng thu thứ bảy của Manson, có tựa đề The High End of Low (2009).

## Thu âm
"LoveGame" được thu âm tại phòng thu âm Record Plant Studios tọa lạc tại Hollywood và phòng thu âm Chalice Record Studios ở Los Angeles. Ngoài việc sản xuất ca khúc, RedOne cũng đóng góp giọng bè, chơi nhạc cụ, lập trình âm thanh, làm kỹ sư âm thanh và thu âm ca khúc. Một số thành phần nhân sự khác tham gia thực hiện ca khúc bao gồm Robert Orton (phối khí), Gene Grimaldi (hoàn thành âm thanh cho ca khúc tại phòng thu Oasis Mastering Studios, Burbank, California).
Về mặt nhạc lý, "LoveGame" là một bài hát thuộc thể loại synth-pop và electro-R&B. Bài hát không có âm điệu mạnh mẽ như đĩa đơn "Poker Face" trước đó của nữ ca sĩ, cũng không sở hữu một nhịp điệu dồn dập như đĩa đơn kế tiếp "Paparazzi". Thay vào đó, bài hát mang đậm tính chất dòng electro-R&B, chứa đựng những đoạn nhịp mạnh mẽ và nhiều đoạn hook, trong đó Gaga liên tục hô từ "huh!" xuyên suốt bài.
Gaga giải thích rằng ca từ của "LoveGame" là đủ để cho người nghe hiểu bài hát muốn nói về điều gì. Nó miêu tả một thông điệp mạnh mẽ về tình yêu, tình dục và danh tiếng – là chủ đề chính của album The Fame. Theo như bản nhạc phát hành trên website Musicnotes.com của công ty Sony/ATV Music Publishing, "LoveGame" được sáng tác ở nhịp 4
4 và được xây dựng trên giọng Si thứ với nhịp độ trung bình là 104 nhịp trên phút. Giọng hát của Gaga kéo dài theo quãng từ nốt B3 (tức nốt Si) đến nốt G5 (Sol). Trong bài hát còn xuất hiện hai chùm hợp âm gồm Am–Dm–C–Am–Dm–C (La thứ–Rê thứ–Đô–La thứ–Rê thứ–Đô) trong hai đoạn lời đầu tiên và trong đoạn điệp khúc và chùm Am–Dm–Am–Dm (La thứ–Rê thứ–La thứ–Rê thứ) trong đoạn giang tấu trước khi chuyển đến phần điệp khúc cuối cùng.

## Đánh giá từ giới phê bình

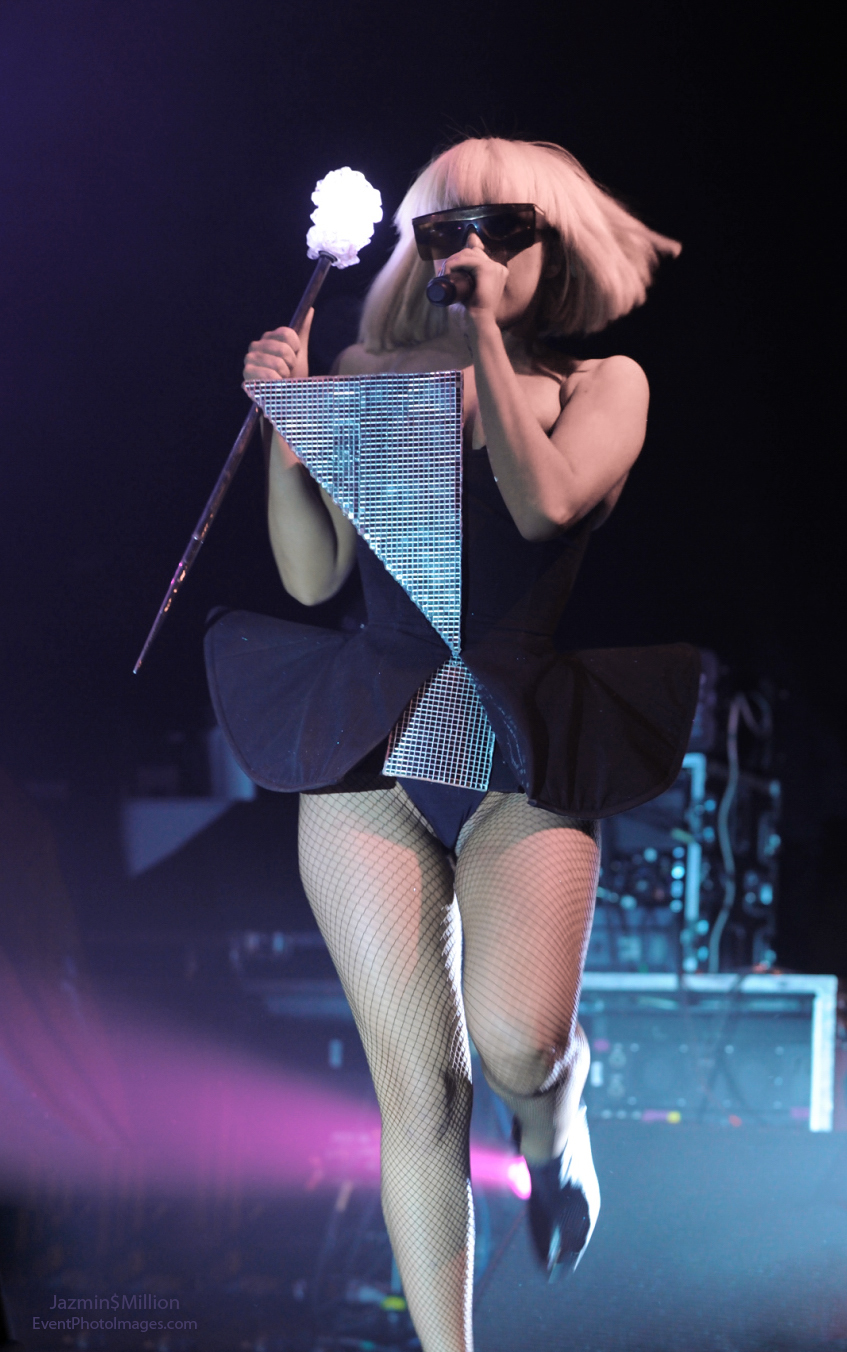
Gaga mặc một chiếc váy đen trên có đính tấm vải hình tam giác và cầm cây gậy disco biểu diễn "LoveGame" trong chuyến lưu diễn The Fame Ball Tour (2009)

Kể từ khi phát hành, "LoveGame" đã nhận được những lời đánh giá tích cực từ các nhà phê bình âm nhạc. Biên tập viên Daniel Brockman từ tờ The Phoenix nói rằng "Gaga đã cải thiện khả năng viết các ca khúc bắt tai". Anh ấy cũng nhận xét rằng đoạn lời "'Let's have some fun, this beat is sick / I wanna take a ride on your disco stick' là đoạn điệp khúc nghe thật là dở nhưng lại thật bá đạo mà tôi đã từng nghe từ một bản thu âm của một hãng thu âm lớn trong năm nay." Tuy nhiên, Sal Cinquemani từ tạp chí Slant Magazine đã chỉ trích bài hát này bởi sở hữu lời ca "rẻ tiền" và cho rằng Gaga "phát âm rõ từng từ một cách khó chịu chứ không hề muốn tỏ vẻ khêu gợi gì ở đây". Trong bài đánh giá của mình về album The Fame, cổng thông tin BBC tỏ vẻ không hài lòng rằng bài hát nghe như "được chỉnh sửa nhiều" khi đến đoạn "I wanna take a ride on your disco stick", nhưng bù lại họ cũng nghĩ "LoveGame" là một ca khúc tuyệt vời và nó "khiến chúng tôi trao tặng danh hiệu 'ngôi sao nhạc pop có khả năng làm cho người khác phải phục' cho Gaga."
Nick Levine từ Digital Spy tin rằng câu "I wanna take a ride on your disco stick" là lý do trực tiếp dẫn đến sự thành công của Gaga. Mặc dù anh tán dương tính "thu hút" của bài hát, nhưng Levine tin rằng chính lời bài hát này đã gây ra nhiều phản ứng hai chiều từ quần chúng. Genevease Koski từ báo The A.V. Club thì cho rằng bài hát này là một "những bài hát hộp đêm đầy năng lượng và sống động", là các bài hát "di chuyển chầm chậm trên những làn sóng âm thanh của đàn synthesizer và tiếng trống được lập trình, tạo ra một chuyến đi bằng âm thanh làm cho người khác choáng váng đầu óc". Nhà phê bình Evan Sawdey từ tạp chí PopMatters đã tán dương phần âm nhạc do RedOne sản xuất trong bài hát, gọi "LoveGame" là một trong những bài hát hay nhất trong The Fame.
Ben Hogwood đến từ tạp chí âm nhạc trực tuyến musicOMH đã miêu tả "LoveGame" là "đỉnh cao, một ca khúc nhạc pop nạm kim cương" cùng với các bài hát khác như "Starstruck" và "Paparazzi". Anh cho rằng lời bài hát đôi khi nghe thật kỳ quặc, đặc biệt là câu: "I'm on a mission, and it involves some heavy touchin'." Nhà phê bình Priya Elan từ báo The Times cảm thấy không ấn tượng với bài hát xem bài hát như một chiêu trò mà Gaga đã sắp đặt. Biên tập viên Chris Williams của tạp chí Billboard đã viết một bài đánh giá tích cực về "LoveGame", nhận xét rằng "Nó có tất cả các yếu tố vinh quang của các đĩa đơn trước đó: một bài hát mang lại cảm giác của nhạc electropop, của các hộp đêm và thân thiện với các đài phát thanh âm nhạc; một bài hát khêu gợi cũng như sở hữu những câu hát và đoạn hook bắt tai; nó hoà hợp với dòng nhạc synthesizer vào những năm 80, thế nên người lớn vẫn có thể hát theo bài hát."
Trong bài đánh giá album The Fame nhân kỷ niệm 5 năm album ra mắt, nhà phê bình Bradley Stern đến từ website chuyên về blog mang tên Idolator tin rằng "LoveGame" không còn gì khác hơn là một ca khúc "electro-dance" bình thường. Tuy nhiên, Stern nhận định thêm rằng "LoveGame" là một sản phẩm âm nhạc quan trọng trên con đường sự nghiệp của Gaga, vì đó là bằng chứng cuối cùng về hình tượng "một ngôi sao nhạc pop tay cầm cây gậy disco đến từ ngoài vũ trụ" – một hình tượng mà sau này bị thay thế bằng hình ảnh của một nữ diễn viên phụ ảm đạm trong ca khúc "Paparazzi". Người này kết luận lại rằng ca khúc "là một bài hát phù phiếm tuyệt vời có khả năng giúp cho cỗ máy Lady Gaga hoạt động trơn tru trong suốt sự nghiệp của mình."

## Diễn biến trên các bảng xếp hạng

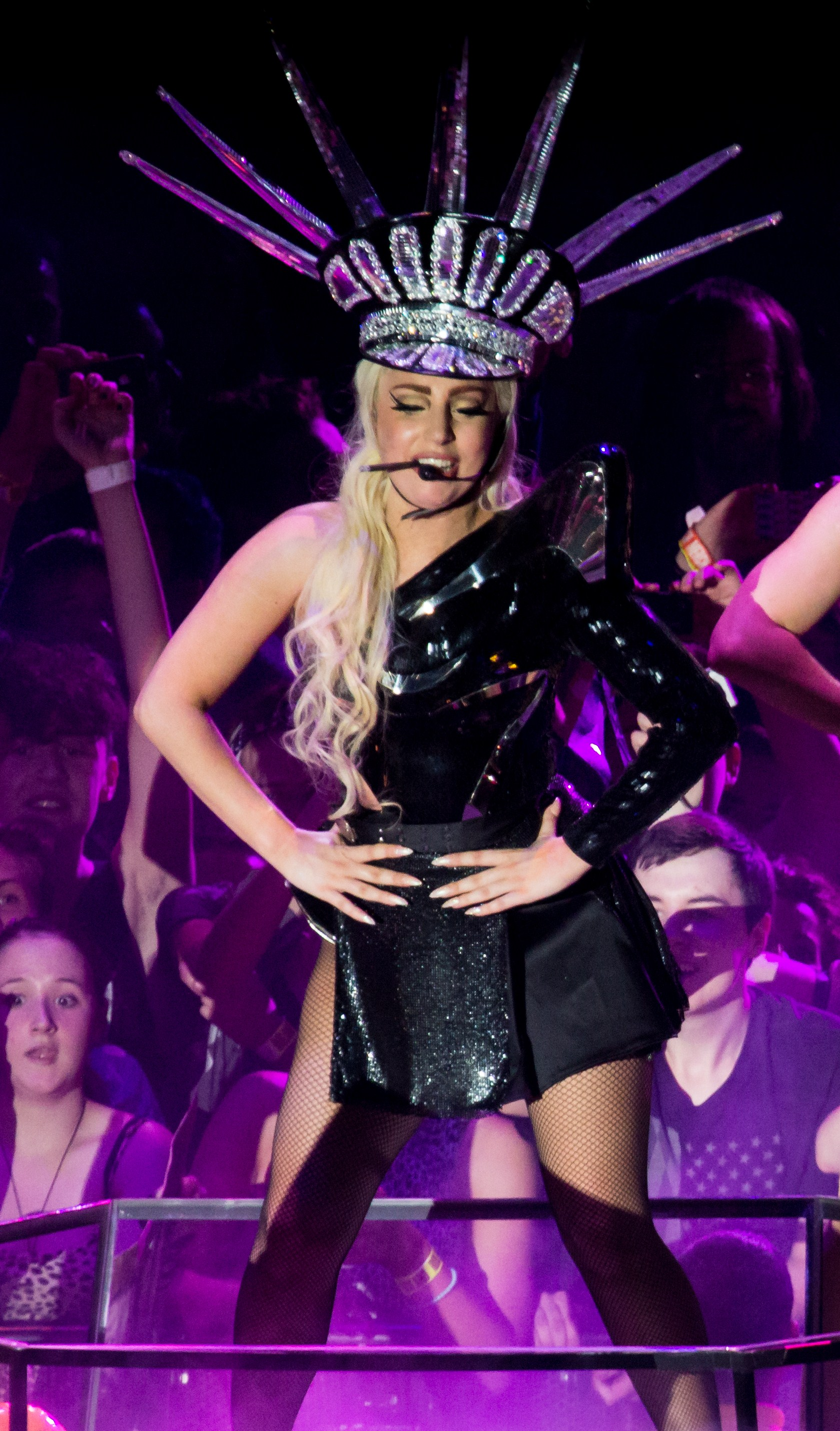
Gaga đội một chiếc mũ lấy cảm hứng từ tượng Nữ thần Tự do và biểu diễn "LoveGame" trong chuyến lưu diễn Born This Way Ball.

Sau khi được chính thức phát hành, "LoveGame" ra mắt trên bảng xếp hạng Billboard Hot 100 tại vị trí thứ 96 vào số xuất bản ngày 4 tháng 4 năm 2009, nhưng đã bị loại khỏi bảng vào tuần kế tiếp. Sau sáu tuần tiếp theo, nó đạt vị trí thứ sáu trên Hot 100 với doanh số tiêu thụ ở Hoa Kỳ là 107.000 lượt tải xuống kỹ thuật số và trở thành nhạc phẩm nhạc số thành công nhất trong tuần đó. Hai tuần sau, "LoveGame" đạt vị trí thứ năm (là vị trí cao nhất mà nó từng giành được) trên bảng xếp hạng. Bài hát đạt vị trí quán quân trên bảng xếp hạng Hot Dance Club Songs đồng thời cũng trở thành bài hát thứ ba của Gaga đứng đầu bảng xếp hạng Mainstream Top 40. Hiệp hội Công nghiệp Ghi âm Hoa Kỳ (RIAA) đã trao chứng nhận 2× Bạch kim cho "LoveGame" với doanh số bán ra trên khắp Hoa Kỳ là hơn 2 triệu bản. Tính đến tháng 2 năm 2019, đĩa đơn đã tích lũy hơn 2,67 triệu lượt tải xuống tại Hoa Kỳ, theo số liệu thống kê từ Nielsen Soundscan.
Tại Canada, bài hát đã góp mặt trên bảng xếp hạng Canadian Hot 100 ở vị trí 68 trước khi được phát hành chính thức dưới dạng đĩa đơn. Ca khúc trở lại trên bảng xếp hạng ở vị trí số 87 vào ngày 10 tháng 1 năm 2009. Sau vài tuần, "LoveGame" lọt vào top 10 Canadian Hot 100 rồi leo lên vị trí thứ năm. Sau khi tụt thứ hạng trên bảng trong vài tuần tiếp theo, đĩa đơn lại giành được vị trí cao nhất mà nó từng giành được trên bảng xếp hạng là vị trí á quân. Bài hát được cấp chứng nhận 2× Bạch kim bởi Hiệp hội Công nghiệp Ghi âm Canada (CRIA) vào tháng 6 năm 2009, với doanh số tiêu thụ của bài hát ở quốc gia này 160.000 lượt tải kỹ thuật số tính phí.
Ở Úc, bài hát ra mắt ở vị trí 92 rồi vọt lên hạng 41 vào tuần kế tiếp. Vào ngày 11 tháng 5 năm 2009, bài hát đứng ở vị trí thứ tư, trở thành đĩa đơn thứ năm của Gaga đạt được thứ hạng này tại Úc. "LoveGame" sau đó đã được trao chứng nhận Bạch kim bởi Hiệp hội Công nghiệp Ghi âm Úc (ARIA) cho doanh số bán ra là hơn 70.000 bản của đĩa đơn. Ở New Zealand, bài hát ra mắt ở vị trí 36 và đạt đến vị trí thứ 12 (là vị trí cao nhất mà nó đạt được tại nước này). Hiệp hội Recorded Music NZ (RMNZ) đã cấp chứng nhận Vàng cho đĩa đơn với doanh số bán ra tại quốc gia này là hơn 7.500 bản sao. Vào ngày 6 tháng 3 năm 2009, bài hát góp mặt trong Irish Singles Chart ở vị trí thứ 49 và đạt vị trí đỉnh điểm là 30, sau tám tuần hiện diện trên bảng xếp hạng. Đĩa đơn đồng thời ra mắt ở vị trí thứ 19 tại Phần Lan và đạt được vị trí cao nhất là 12 tại đây.
Đầu năm 2009, bài hát được xếp hạng trên UK Singles Chart ở vị trí thứ 89 chỉ dựa trên số lượt tải xuống. Bài hát leo lên vị trí 64 sau khi được chính thức phát hành dưới vai trò là đĩa đơn, và đạt vị trí cao nhất là 19, trở thành đĩa đơn có thứ hạng thấp nhất của cô tại Anh Quớc vào thời điểm đó. Tổ chức British Phonographic Industry (BPI) đã cấp chứng nhận Bạc với hơn 200.000 bản sao được tiêu thụ tại đây. Ở Hà Lan, bài hát ra mắt ở vị trí 28 và đạt vị trí cao nhất là vị trí thứ năm. Bài hát ra mắt ở hạng sáu tại Pháp và vọt lên vị trí cao nhất là thứ năm vào tuần tiếp đó. Bài hát ra mắt ở vị trí 19 và 38 trên bảng xếp hạng Ultratop Flanders và Wallonia của Bỉ. Trên bảng xếp hạng Flanders, "LoveGame" đạt vị trí cao nhất ở hạng sáu, trong khi ở Wallonia thì bài hát giành được vị trí thứ năm. Đĩa đơn ngoài ra cũng đã đạt được vị trí thứ bảy trên bảng xếp hạng European Hot 100 Singles của tạp chí Billboard.

## Video âm nhạc

### Bối cảnh và phát triển
—Gaga nói về cảm hứng đằng sau video âm nhạc
Video âm nhạc (MV) của "LoveGame" do Joseph Kahn làm đạo diễn và được công chiếu vào ngày 23 tháng 3 năm 2009 tại Úc vào ngày 13 tháng 8 năm 2009 tại Anh Quốc trên kênh 4Music. Video lấy bối cảnh chủ yếu ở một ga tàu điện ngầm, vì vậy nên nó được cho là có một số cảnh phim gợi nhớ đến video âm nhạc "Bad" của Michael Jackson (cũng được quay ở địa điểm tương tự). Video âm nhạc cho "LoveGame" được bấm máy quay vào cuối ngày 9 tháng 1 năm 2009 sau khi quá trình thực hiện MV "Eh, Eh (Nothing Else I Can Say)" của cô trước đó đã hoàn thành. Ngoài địa điểm quay kể trên, video âm nhạc còn được bấm máy bên trong một nhà kho tại cảng Los Angeles. Dù được quay ở Los Angeles, tuy nhiên trong video vẫn có một số cảnh quay được cho là lấy địa điểm quay ở Thành phố New York.
Gaga tiết lộ với Whitney Pastorek từ tạp chí Entertainment Weekly trong một tập phim "Hậu trường" về những cảm hứng mà cô có được trong thời gian thực hiện MV. Cô bày tỏ rằng muốn có một video nhảy múa "điên loạn", theo kiểu "giả tạo, đẹp, lộng lẫy, ướt đẫm mồ hôi". MV sẽ có sự hiện diện của những người đàn ông đáng sợ và nhìn nguy hiểm. Nữ ca sĩ cho biết cô và các nam diễn viên phụ trong video thủ vai các cư dân ở New York và họ làm các công việc như nhà thiết kế thời trang, nghệ sĩ biểu diễn, vũ công, v.v. Cô lựa chọn những người dân sinh sống ở khu vực trung tâm thành phố (thường thì họ không được chọn làm diễn viên quần chúng) làm vũ công trong video.
Một trong những đạo cụ đặc biệt được sử dụng trong video là một cặp kính râm làm bằng dây kim loại. Theo lời nữ ca sĩ, cô thủ vai "một cô gái sống ở khu vực trung tâm, một cô gái hư hỏng đi xuống phố cùng với những người bạn của mình, nhặt được một cái kìm và bẻ dây kim loại từ hàng rào làm một cặp kính râm". Cô đeo kính trong đoạn mở đầu của video âm nhạc cùng với một chiếc mũ trùm đầu gắn lưới mắt cáo. Gaga miêu tả: "Cứng thật đấy. Như kiểu tôi vừa lấy mấy dây kim loại từ hàng rào rồi đội lên đầu vậy".

### Tóm tắt và tiếp nhận

Cảnh Gaga đeo "mắt kính hình mắt lưới", cầm cây gậy disco và nhảy múa xung quanh các nam vũ công trong MV "LoveGame"

Video bắt đầu với dòng chữ "Streamline presents" ("Một sản phẩm của Streamline") rồi cảnh quay ba người đàn ông đi lại trên Quảng trường Thời Đại được phát. Sau đó, ba người đàn ông mở nắp một hố ga trên có khắc "Haus of Gaga". Video chuyển sang cảnh Gaga xuất hiện trước mắt khán giả với thân thể lõa lồ được sơn xanh dương và tím với nhiều hạt nhựa lấp lánh đính khắp cơ thể. Cô "vè vỡn" với hai người đàn ông với mái tóc có hớt hai từ "Love" và "Fame" (tức "Tình yêu" và "Danh tiếng"). Khung cảnh chuyển sang một ga tàu điện ngầm nơi Gaga bắt đầu biểu diễn bài hát trong một chiếc quần áo nịt liền quần màu trắng xám và một chiếc mũ trùm đầu. Cô cầm một cây gậy disco đặc trưng của mình và đeo một chiếc kính lưới mắt cáo. Chuyển sang phần điệp khúc, cô và các nam vũ công bước từng bước xuống một cái cầu thang. Hai chú chó Great Dane cũng được thấy nằm ở trên cầu thang, cạnh nơi nữ ca sĩ và nam vũ công đang biểu diễn.
Bối cảnh của video lần này là một chiếc tàu điện ngầm khi nữ ca sĩ thể hiện phần lời thứ hai. Cô khoác lên mình một chiếc áo khoác màu đen. Đến phần bridge của bài hát, Gaga cùng với một viên cảnh sát đi vào phòng bán vé, hôn rồi âu yếm nhau. Khi góc quay camera thay đổi từ phải sang trái rồi lại từ trái sang phải, vị viên cảnh sát đồng thời đổi giới tính từ nam sang nữ trong mỗi khung hình. Theo nhà báo Emma Hope Allwood từ tạp chí Dazed, trong video âm nhạc Gaga đã diện lên mình phong cách thời trang thời Đức Quốc xã, được thiết kế dựa trên bộ trang phục mà Charlotte Rampling mặc trong bộ phim The Night Porter (1974). Allwood để ý rằng bộ trang phục này đã từng được thể hiện trong các video âm nhạc các ca khúc "Justify My Love" (1990) của Madonna và "The Fight Song" (2001) của Marilyn Manson. Cảnh cuối cùng cho thấy màn biên đạo do nữ ca sĩ thể hiện với dàn vũ công phụ họa. Đoạn video kết thúc bằng phân cảnh nữ ca sĩ và các vũ công dùng một tay giữ háng và lắc hông trước ống kính.
Video âm nhạc đã phải trải qua khâu kiểm duyệt khắt khe ở nhiều quốc gia sau khi nó ra mắt vào năm 2009. MV phải đối mặt với những vấn đề kiểm duyệt ở Úc, bởi tại đây nó đã bị kênh truyền hình Network Ten gắn mác "video dành cho người trên 18 tuổi" vì "cảnh quay video khêu gợi đề cập đến trói buộc và những hành động tình dục để đạt thỏa mãn". Kênh này yêu cầu video phải được chỉnh sửa lại để không vi phạm quy tắc kiểm duyệt đề ra.
MV "LoveGame" cũng phải đối mặt lệnh cấm từ kênh truyền hình âm nhạc MTV Ả Rập với lý do tương tự như ở Úc. Dù cấm một video âm nhạc trên kênh MTV là một việc hiếm hoi, nhưng người đúng đầu kênh truyền hình này, Samer al Marzouki, nhận xét: "Chúng tôi đại diện cho tâm lý và văn hóa của thế hệ trẻ nên chúng tôi không thể phát sóng một thứ gì đó mâu thuẫn với chúng được. Nếu một bạn trẻ cảm thấy không thoải mái khi xem MV với anh chị em hay bạn bè thì chúng tôi sẽ không phát video này lên đâu." Ở Hoa Kỳ, cả hai kênh truyền hình VH1 và MTV, người ta quyết định chỉnh sửa MV rồi mới cho phát lên truyền hình. Họ loại bỏ các cảnh Gaga khỏa thân và làm mờ tên nhãn hiệu được in trên chai rượu do một vũ công phụ họa cầm, nhưng vẫn giữ nguyên lời bài hát.

## Biểu diễn trực tiếp
Gaga biểu diễn "LoveGame" trực tiếp lần đầu tiên vào tháng 6 năm 2008 trên buổi hòa nhạc đặc biệt Isle of Malta của kênh MTV Châu Á (MTV Asia). Gaga sau đó thể hiện ca khúc trên chương trình The Album Chart Show của Anh Quốc vào ngày 4 tháng 2 năm 2009, với mục đích quảng bá album The Fame. Vào ngày 20 tháng 3 năm 2009, nữ ca sĩ thể hiện bài hát trên chương trình AOL Sessions của MTV cùng với các đĩa đơn khác của cô như "Just Dance", "Paparazzi", "Beautiful, Dirty, Rich" và phiên bản nhạc acoustic của "Poker Face". Một phiên bản acoustic của "LoveGame" cũng đã được Gaga trình diễn tại sự kiện âm nhạc MTV Sessions vào tháng 1 năm 2009.
Gaga cũng đã đưa "LoveGame" vào danh sách tiết mục của chuyến lưu diễn The Fame Ball Tour của nữ ca sĩ và được trình diễn song song với một bài hát khác trong album, "Starstruck". Nữ ca sĩ xuất hiện trước mắt khán giả trong một bộ váy ánh bạc và đen có gấu váy xòe, trên có đính tấm vải hình tam giác ở ngực phải.
Vào ngày 17 tháng 5 năm 2009, Gaga cho khán giả chiêm ngưỡng một màn biểu diễn bài hát trên chương trình đối thoại Rove của Úc. Cô cũng đã thể hiện ca khúc trực tiếp trong đêm chung kết mùa thứ tám của chương trình truyền hình Dancing with the Stars. Gaga còn trình bày "LoveGame" cùng một phiên bản phối lại của "Poker Face" tại lễ trao giải MuchMusic Video Awards năm 2009 (MMVA). Hình ảnh Gaga bị mắc kẹt trong một con tàu điện ngầm giả được bao vây bởi các sĩ quan cảnh sát giả được người ta cho là khắc họa Thành phố New York. Năm 2014, báo Toronto Sun đã liệt buổi biểu diễn này tại vị trí thứ năm trong danh sách những khoảnh khắc "khiến người ta há hốc miệng" nhất trong lịch sử giải MMVA, khi Gaga mặc một "chiếc áo ngực phun pháo" đặc trưng trong suốt thời gian biểu diễn. Ngày 8 tháng 9 năm 2009, Gaga biểu diễn "LoveGame" tại tập đầu tiên của mùa 7 của chương trình The Ellen DeGeneres Show. Gaga cũng đã biểu diễn ca khúc trong một tập phim thuộc mùa thứ 35 của chương trình hài kịch truyền hình của Hoa Kỳ Saturday Night Live, trong khi đang đeo một thứ đạo cụ trông giống một con quay hồi chuyển quay xung quanh người cô.
Vào cuối năm 2009, "LoveGame" được chọn làm một trong những tiết mục mà Gaga sẽ biểu diễn trong chuyến lưu diễn The Monster Ball Tour. Trong những ngày đầu của chuyến lưu diễn, nữ ca sĩ biểu diễn ca khúc với trang phục hơi ngả trắng với một chiếc mũ đội đầu nhìn tựa như được làm từ xương sáng chói và một bộ "giáp che ngực" được miêu tả là có hình dạng như xương sườn. Trong các buổi hòa nhạc đã được phục chế của chuyến lưu diễn, "LoveGame" được nữ ca sĩ trình bày với vai trò là tiết mục thứ hai của các đêm diễn. Mở đầu màn trình diễn, khán giả có thể thấy một chiếc tàu điện ngầm thường được thấy ở Thành phố New York. Từ trong chiếc tàu, Gaga và các vũ công của cô bắt đầu xuất hiện. Khoác lên mình một chiếc váy làm từ nhựa gần như trong suốt và một cái lúp của nữ tu bị cường điệu hóa, Gaga cầm trên tay một cây gậy disco, đã được thiết kế sao cho giống một ngọn đuốc.
"LoveGame" cũng đã được đưa vào danh sách tiết mục của chuyến lưu diễn Born This Way Ball (2012–2013). Bài hát đã được rút ngắn lại và Gaga lúc bấy giờ đội trên đầu một chiếc mũ được lấy cảm hứng từ tượng Nữ thần Tự do. Đến phần kết của màn trình diễn, Gaga "hòa" vào đám đông, thông qua các đường băng trên sân khấu. Nhà phê bình Joey Guerra đến từ báo Houston Chronicle bình luận rằng sự xuất hiện của "LoveGame" trong chuyến lưu diễn đã chứng minh rằng nó là một ca khúc vượt trội hơn nhiều so với những ca khúc khác nằm trong album phòng thu thứ hai của Gaga, Born This Way (2011). Vào năm 2017, Gaga được chọn làm nghệ sĩ hát chính tại lễ hội âm nhạc Coachella Valley Music and Arts Festival. Mở đầu màn trình diễn, Gaga khoác một bộ trang phục màu đen và sử dụng một chiếc thắt lưng có ánh sáng phát ra từ cái mặt khóa. Trong chuyến lưu diễn thứ năm có tựa đề Joanne World Tour (2017–2018) của mình, nữ ca sĩ trình diễn ca khúc với một bộ trang phục bó sát màu xanh nhạt được trang trí bằng những hạt pha lê của hãng Swarovski, một đôi bốt cao đến đầu gối và đang cầm một cây gậy disco có hình dạng mới trong tay. Gaga một lần nữa cho công chúng chiêm ngưỡng thêm một tiết mục biểu diễn "LoveGame" tại chương trình hòa nhạc thường trú Lady Gaga Enigma (2018–2019) tổ chức tại thành phố Las Vegas.

## Danh sách ca khúc
| - Đĩa đơn phát hành trên iTunes Úc 1. "LoveGame" – 3:33 2. "LoveGame (Robots to Mars Remix)" – 3:13 - Đĩa than 7 inch phát hành tại Anh Quốc (số lượng có hạn) 1. "LoveGame" – 3:32 2. "LoveGame (Space Cowboy Remix)" – 3:20 - Đĩa đơn 'LoveGame (Chew Fu GhettoHouse Fix)' phát hành trên iTunes 1. "LoveGame (Chew Fu GhettoHouse Fix) [hợp tác với Marilyn Manson]" – 5:20 - EP remix phát hành trên iTunes Anh Quốc 1. "LoveGame" – 3:37 2. "LoveGame (Chew Fu GhettoHouse Fix) [hợp tác với Marilyn Manson]" – 5:20 3. "LoveGame (Space Cowboy Remix)" – 3:20 4. "LoveGame (Party Rock Remix)" [hợp tác với LMFAO] – 3:33 5. "LoveGame (Jody den Broeder Club Remix)" – 6:27 6. "LoveGame (Music Video Version)" – 3:44 - Đĩa đơn remix phát hành trên iTunes Hoa Kỳ và Canada 1. "LoveGame (Dave Audé Radio Edit)" – 3:32 2. "LoveGame (Space Cowboy Remix)" – 3:20 3. "LoveGame (Robots to Mars Remix)" – 3:13 | - Các bản remix phát hành trên iTunes Pháp và Úc 1. "LoveGame" – 3:32 2. "LoveGame (Dave Audé Radio Edit)" – 3:32 3. "LoveGame (Jody den Broeder Radio Edit)" – 3:53 4. "LoveGame (Space Cowboy Remix)" – 3:20 5. "LoveGame (Robots to Mars Remix)" – 3:13 6. "LoveGame (Dave Audé Club Remix)" – 8:35 7. "LoveGame (Jody den Broeder Club Remix)" – 6:28 - Đĩa đơn dạng CD tên 'The Remixes' phát hành tại Đức 1. "LoveGame (Chew Fu GhettoHouse Fix) [hợp tác với Marilyn Manson]" – 5:20 2. "LoveGame (Robots to Mars Remix)" – 3:12 3. "LoveGame (Space Cowboy Remix)" – 3:20 4. "LoveGame (Jody den Broeder Club Remix)" – 6:27 5. "LoveGame (Dave Audé Club Remix)" – 8:35 6. "LoveGame (Chester French Remix)" – 3:15 7. "LoveGame" – 3:31 - Đĩa đơn dạng CD phát hành tại Anh Quốc 1. "LoveGame" – 3:37 2. "LoveGame (Chew Fu GhettoHouse Fix) [hợp tác với Marilyn Manson]" – 5:20 |

## Đội ngũ thực hiện
- Lady Gaga –  hát chính, sáng tác, giọng đệm
- RedOne – sáng tác, sản xuất, giọng đệm, chơi nhạc cụ, lập trình, kỹ sư âm thanh, thu âm tại bài hát tại phòng thu Record Plant Studios (Hollywood) và Chalice Record Studios (Los Angeles, California)
- Robert Orton – phối khí
- Gene Grimaldi – hoàn thiện âm thanh tại phòng thu Oasis Mastering, Burbank, California

Danh sách này dựa theo thông tin được ghi chú trên bìa album.

## Xếp hạng
| Bảng xếp hạng (2009)                            | Vị trí xếp hạng cao nhất |
| ----------------------------------------------- | ------------------------ |
| Úc (ARIA)                                       | 4                        |
| Áo (Ö3 Austria Top 40)                          | 6                        |
| Bỉ (Ultratop 50 Flanders)                       | 6                        |
| Bỉ (Ultratop 50 Wallonia)                       | 5                        |
| Canada (Canadian Hot 100)                       | 2                        |
| Canada CHR/Top 40 (Billboard)                   | 2                        |
| Canada Hot AC (Billboard)                       | 2                        |
| Cộng hòa Séc (Rádio Top 100)                    | 10                       |
| European Hot 100 Singles (Billboard)            | 7                        |
| Phần Lan (Suomen virallinen lista)              | 12                       |
| Pháp (SNEP)                                     | 5                        |
| Trường songid là BẮT BUỘC CHO BẢNG XẾP HẠNG ĐỨC | 7                        |
| Hungary (Single Top 40)                         | 4                        |
| Israel (Media Forest)                           | 6                        |
| Ireland (IRMA)                                  | 30                       |
| Hà Lan (Dutch Top 40)                           | 5                        |
| Hà Lan (Single Top 100)                         | 27                       |
| New Zealand (Recorded Music NZ)                 | 12                       |
| Scotland (OCC)                                  | 5                        |
| Slovakia (Rádio Top 100)                        | 10                       |
| Thụy Điển (Sverigetopplistan)                   | 12                       |
| Thụy Sĩ (Schweizer Hitparade)                   | 15                       |
| Anh Quốc (OCC)                                  | 19                       |
| Hoa Kỳ Billboard Hot 100                        | 5                        |
| Hoa Kỳ Adult Pop Airplay (Billboard)            | 23                       |
| Hoa Kỳ Dance Club Songs (Billboard)             | 1                        |
| Hoa Kỳ Hot R&B/Hip-Hop Songs (Billboard)        | 91                       |
| Hoa Kỳ Pop Airplay (Billboard)                  | 1                        |
| Hoa Kỳ Rhythmic (Billboard)                     | 7                        |

| Bảng xếp hạng (2009)                    | Vị trí |
| --------------------------------------- | ------ |
| Úc (ARIA)                               | 39     |
| Áo (Ö3 Austria Top 40)                  | 39     |
| Bỉ (Ultratop 50 Flanders)               | 30     |
| Bỉ (Ultratop 50 Wallonia)               | 49     |
| Canada (Canadian Hot 100)               | 13     |
| European Hot 100 Singles (Billboard)    | 46     |
| Pháp (SNEP)                             | 33     |
| Hà Lan (Dutch Top 40)                   | 55     |
| Thụy Điển (Sverigetopplistan)           | 53     |
| Thụy Điển (Schweizer Hitparade)         | 89     |
| Anh Quốc (Official Charts Company)      | 110    |
| Hoa Kỳ Billboard Hot 100                | 35     |
| Hoa Kỳ Hot Dance Club Songs (Billboard) | 26     |
| Hoa Kỳ Mainstream Top 40 (Billboard)    | 22     |

## Chứng nhận
| Quốc gia                                                                           | Chứng nhận  | Số đơn vị/doanh số chứng nhận |
| ---------------------------------------------------------------------------------- | ----------- | ----------------------------- |
| Úc (ARIA)                                                                          | Bạch kim    | 70.000^                       |
| Canada (Music Canada)                                                              | 2× Bạch kim | 80.000*                       |
| New Zealand (RMNZ)                                                                 | Vàng        | 7.500*                        |
| Anh Quốc (BPI)                                                                     | Bạc         | 200.000^                      |
| Hoa Kỳ (RIAA)                                                                      | 3× Bạch kim | 2.670.000                     |
| * Chứng nhận dựa theo doanh số tiêu thụ. ^ Chứng nhận dựa theo doanh số nhập hàng. |             |                               |

## Lịch sử phát hành
| Quốc gia | Ngày phát hành      | Định dạng                           |
| -------- | ------------------- | ----------------------------------- |
| Pháp     | 23 tháng 3 năm 2009 | Tải kỹ thuật số                     |
| Canada   | 24 tháng 3 năm 2009 | Tải kỹ thuật số                     |
| Hoa Kỳ   | 31 tháng 3 năm 2009 | Tải kỹ thuật số                     |
| Hoa Kỳ   | 12 tháng 5 năm 2009 | Phát đi trên đài phát thanh         |
| Hoa Kỳ   | 12 tháng 5 năm 2009 | Tải kỹ thuật số – Bản 'The Remixes' |
| Hoa Kỳ   | 9 tháng 6 năm 2009  | CD – Bản 'The Remixes'              |
| Đức      | 26 tháng 6 năm 2009 | CD – Bản 'The Remixes'              |
| Pháp     | 11 tháng 5 năm 2009 | CD – Bản 'The Remixes'              |
| Anh Quốc | 21 tháng 9 năm 2009 | CD – Bản 'The Remixes'              |